# Edson Taschetto Damian
Edson Taschetto Damian (Jaguari, 4 marzo 1948) è un vescovo cattolico brasiliano, dall'8 novembre 2023 vescovo emerito di São Gabriel da Cachoeira.

## Biografia
È nato a Jaguari, nel sud del Brasile, il 4 marzo 1948. Ha altri cinque fratelli.
È ordinato sacerdote il 20 dicembre 1975 e compie studi superiori di filosofia e teologia. Dal 1980 vive a Salvador, capitale dello stato di Bahia, e compie l'attività di educatore di strada.

### Attività
- Nel 1981 si trasferisce in Bolivia sempre come educatore con gli Indios Quechua.
- Dal 1982 al 1986 è parroco nella sua diocesi.
- Dal 1987 al 1993 è professore ed insegnante di religione.
- Dal 1986 al 1996 è responsabile della Fraternità Sacerdotale in Brasile.
- Dal 1993 al 1999 lavora alla CNBB nel settore Ministero e Formazione.
- Dal 1999 è missionario nello stato brasiliano di Roraima.

### Episcopato
Il 4 marzo 2009, giorno del suo sessantunesimo compleanno, riceve la nomina a vescovo di São Gabriel da Cachoeira, nello stato dell'Amazzonia. São Gabriel da Cachoeira è una delle diocesi più povere di tutto il Brasile. Viene consacrato il 24 maggio 2009, giorno dell'Ascensione, succedendo a José Song Sui-Wan, ritiratosi per problemi di salute.
L'8 novembre 2023 papa Francesco accoglie la sua rinuncia al governo pastorale della diocesi per raggiunti limiti di età; gli succede Raimundo Vanthuy Neto, sacerdote della diocesi di Roraima.

## Genealogia episcopale
La genealogia episcopale è:
- Cardinale Scipione Rebiba
- Cardinale Giulio Antonio Santori
- Cardinale Girolamo Bernerio, O.P.
- Arcivescovo Galeazzo Sanvitale
- Cardinale Ludovico Ludovisi
- Cardinale Luigi Caetani
- Cardinale Ulderico Carpegna

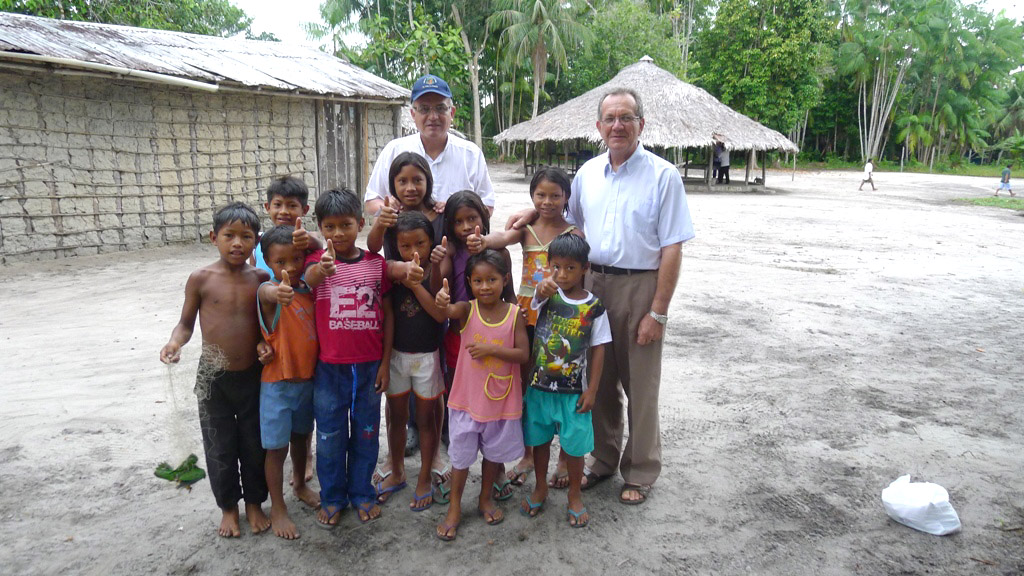
Mons. Damian (dx) con Mons. Leopoldo González, segretario del CELAM, con alcuni bambini Matapí, febbraio 2011.

- Cardinale Paluzzo Paluzzi Altieri degli Albertoni
- Papa Benedetto XIII
- Papa Benedetto XIV
- Papa Clemente XIII
- Cardinale Bernardino Giraud
- Cardinale Alessandro Mattei
- Cardinale Pietro Francesco Galleffi
- Cardinale Giacomo Filippo Fransoni
- Cardinale Carlo Sacconi
- Cardinale Edward Henry Howard
- Cardinale Mariano Rampolla del Tindaro
- Cardinale Rafael Merry del Val
- Arcivescovo Duarte Leopoldo e Silva
- Arcivescovo Paulo de Tarso Campos
- Cardinale Agnelo Rossi
- Cardinale Paulo Evaristo Arns, O.F.M.
- Vescovo Walter Ivan de Azevedo, S.D.B.
- Vescovo José Song Sui-Wan, S.D.B.
- Vescovo Edson Taschetto Damian